# Kleblach-Lind
Kleblach-Lind osztrák község Karintia Spittal an der Drau-i járásában. 2016 januárjában 1181 lakosa volt. 

## Elhelyezkedése

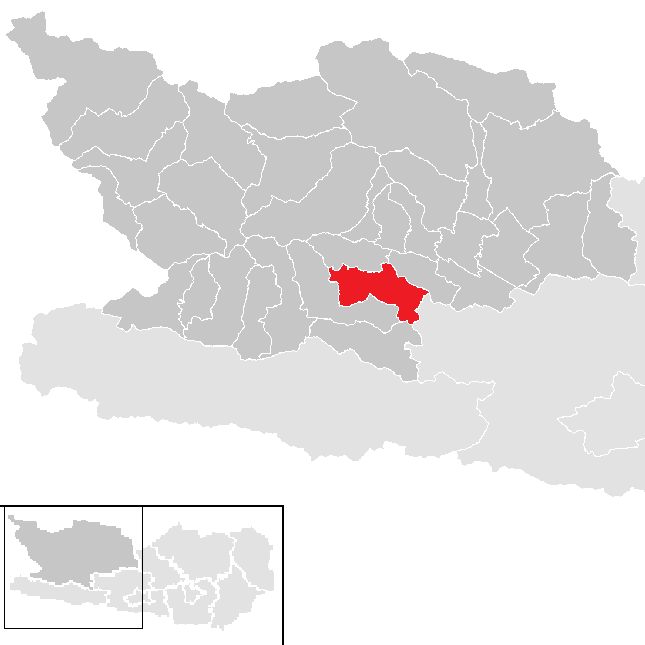
Kleblach-Lind a Spittali járásban

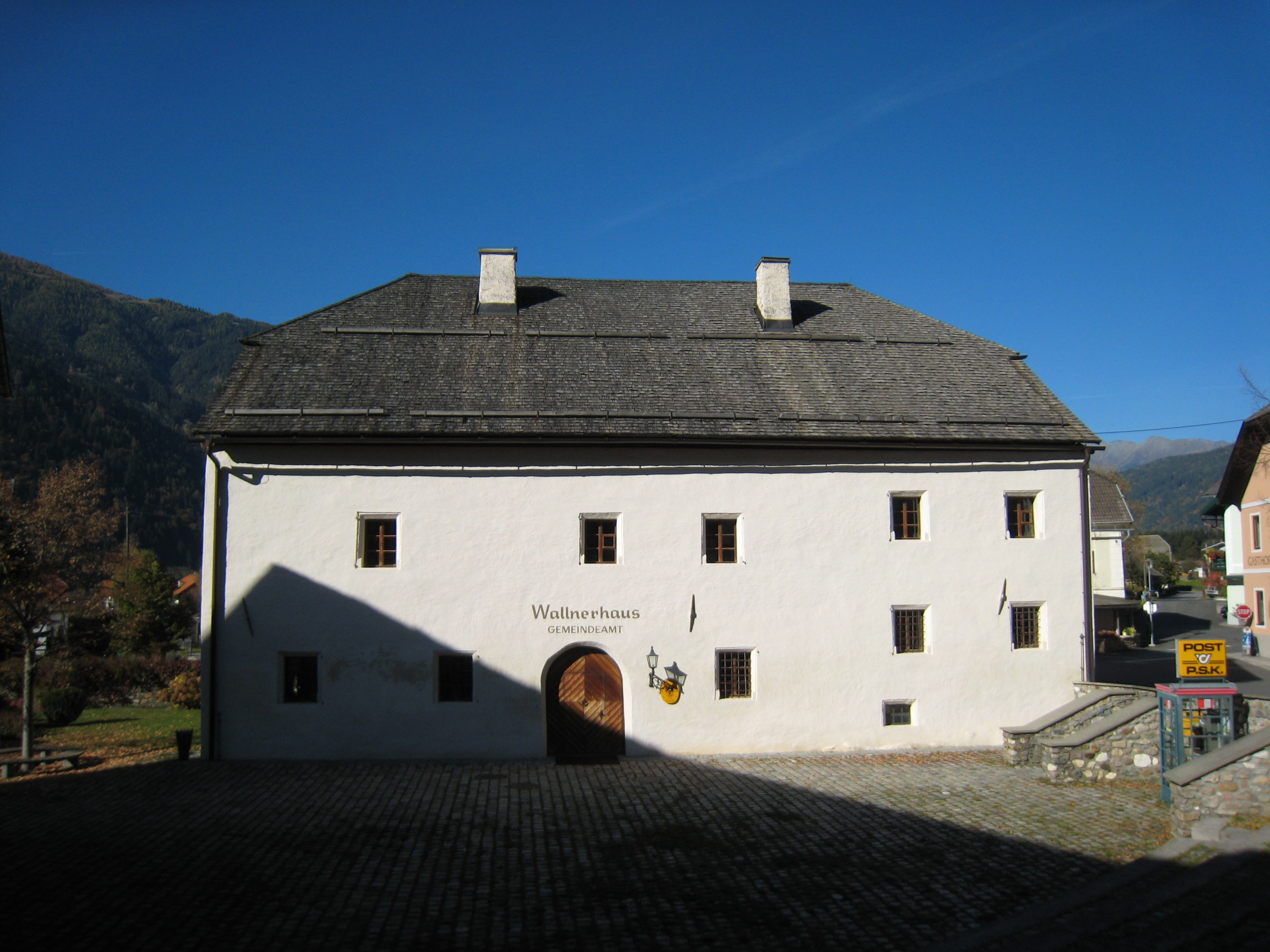
Wallnerhaus

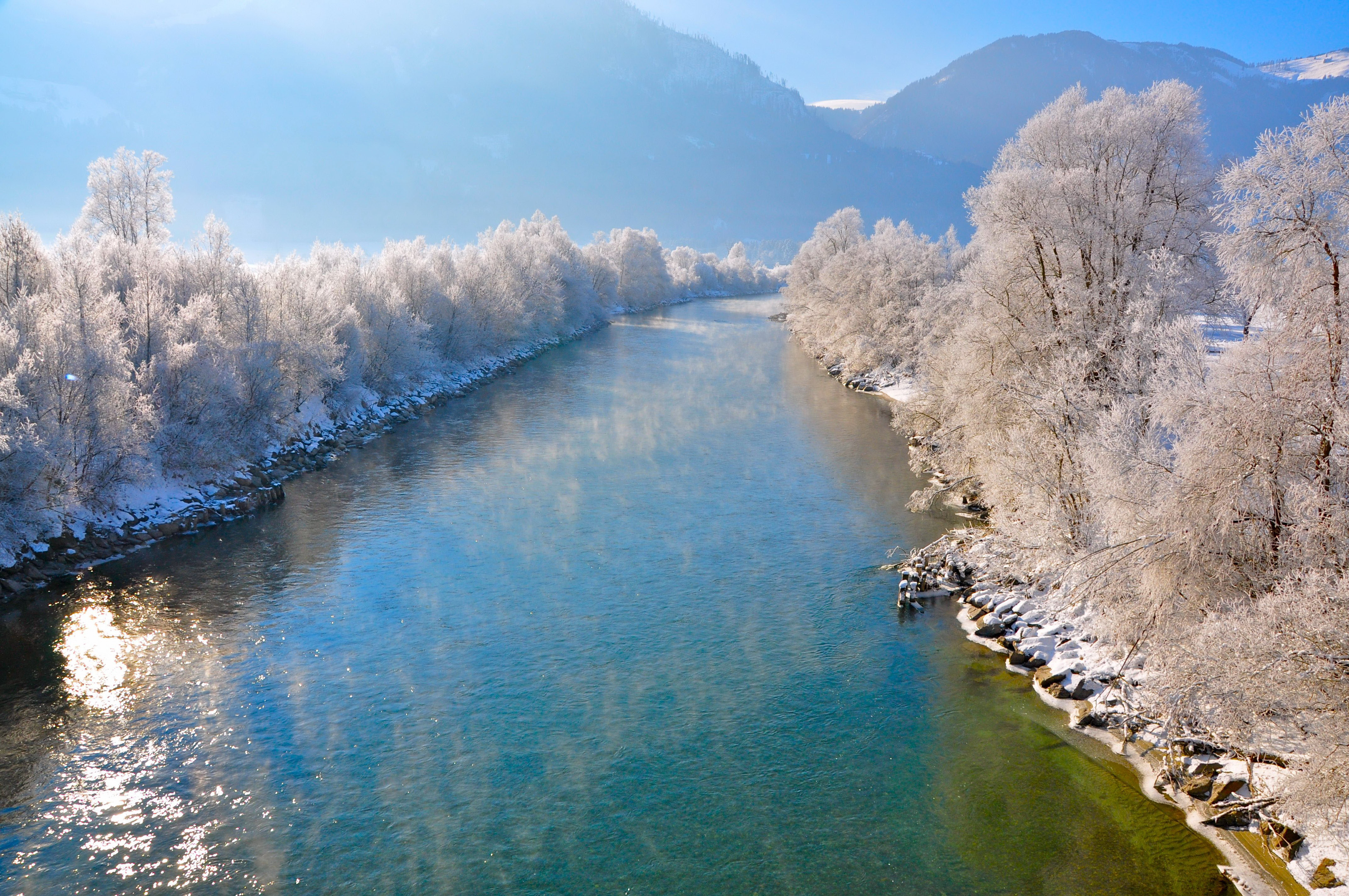
A Dráva Kleblachnál

Kleblach-Lind Karintia nyugati részén fekszik, a Felső-Drávavölgy keleti végén. A nevét adó két falut a Dráva választja el egymástól. Az önkormányzat 10 falut és településrészt fog össze: Bärnbad (11 lakos), Blaßnig (11), Kleblach (308), Lengholz (86), Leßnig (62), Lind im Drautal (584), Obergottesfeld (0), Pirkeben (24), Radlberg (34), Siflitz (65).
A környező települések: délre Weißensee, délnyugatra Steinfeld, északra Sachsenburg, keletre Baldramsdorf, délkeletre Stockenboi.

## Története
Lind fölött két középkori (11-12. századi) vár romjai találhatóak. Tulajdonosaik a Görz-Tiroli grófok vazallusai voltak, akik 1166 óta birtokolták a területet. Legrégebbi ismert képviselőjük, Wulfing von Lind egy helyi bíró fia és Albrecht von Görz gróf szolgája volt. Egy von Lind építtette a steinfeldi Raggnitz kastélyt; egy másik, Adam Jakob von Lind pedig 1613-ban megszerezte az obervellachi Groppenstein várát. Az elszegényedett nemzetség 1843-ban halt ki.
A helyi lakosság mezőgazdasággal, erdészettel és bányászattal kereste kenyerét. A bányászidőkre emlékeztet az 1500 körül emelt Wallnerhaus is (1982 óta községháza).
A lindi önkormányzat 1850-ben jött létre. 1902-ben a Blaßnig katasztrális községet megszüntették, ekkor vált önállóvá Kleblach. 1964-ben a két községet egyesítették, területén 1973-ban és 1988-ban kisebb korrekciókat hajtottak végre.

## Lakosság
A kleblach-lindi önkormányzat területén 2016 januárjában 1181 fő élt, ami visszaesést jelent a 2001-es 1299 lakoshoz képest. Akkor a helybeliek 98,2%-a volt osztrák, 1% pedig német állampolgár. 91,1%-uk katolikusnak, 4,7% evangélikusnak, 3,1% felekezeten kívülinek vallotta magát.

## Látnivalók
- Oberlind és Unterlind várainak romjai
- a gótikus-késő barokk Szt. Bertalan-plébániatemplomot 1139-ben említik először. 1242-ben Lind már önálló egyházközség volt.
- a Mária segíts-kápolna eredetileg gótikus épületét 1347-ben szentelték fel és Unterlind várának kápolnájaként szolgált.
- a Wallnerhaus

## Fordítás
- Ez a szócikk részben vagy egészben  a   Kleblach-Lind című német Wikipédia-szócikk ezen változatának fordításán alapul.  Az eredeti cikk szerkesztőit annak laptörténete sorolja fel. Ez a jelzés csupán a megfogalmazás eredetét és a szerzői jogokat jelzi, nem szolgál a cikkben szereplő információk forrásmegjelöléseként.